# QED 百人一首の呪
『QED 百人一首の呪』（キューイーディー ひゃくにんいっしゅのしゅ）は、高田崇史による推理小説。第9回メフィスト賞受賞作品。QEDシリーズの第1作である。

## 出版履歴
- 1998年：講談社ノベルス、ISBN 4-06-182044-3
- 2002年：講談社文庫、ISBN 4-06-273607-1

## あらすじ
平成4年1月、サカキ・トレーディング社長にして、百人一首コレクターの真榊大陸が百人一首の札を握りしめたまま殺害された。ジャーナリストの小松崎は友人・桑原に事件解決を持ちかけ、桑原は百人一首に秘められた謎とともに事件を解き明かす。

## 登場人物
桑原 崇（くわばら たかし）
通称、タタル。萬冶漢方（漢方薬局）勤務の薬剤師。
棚旗 奈々（たなはた なな）
ホワイト薬局勤務の薬剤師。
小松崎 良平（こまつざき りょうへい）
熊に似た佇まいから通称は、熊つ崎。この当時は、下っぱジャーナリスト。

### 警視庁
岩築 竹松（がんちく たけまつ）
警部。
堂本 素直（どうもと すなお）
岩築の部下。

### 真榊家
真榊 大陸（まさかき だいろく）
被害者。貿易会社サカキ・トレーディング社社長。島根から東京に出て、若いころに一度会社をつぶし、45歳で現在の会社を始め、社員90人経常利益6億の大会社にまで成長させたが、後ろ暗いこともしているとの噂がある。15年前、妻の和美を失っている。文京区の800坪の自宅で正月に家族全員がそろった時、何者かに撲殺される。享年65。また、百人一首のコレクターとしても有名で、死亡しているのが発見された時、1枚の札を握っていた。
真榊 静春（まさかき しずはる）
大陸の長男。サカキ・トレーディング社総務部課長。37歳。会社での評判は悪く、親の七光りでなんとかなっていたようなものだった。浦和の大陸が指定したマンションに住んでいる。
真榊 皓明（まさかき ひろあき）
大陸の次男。外資系製薬会社の研究所に勤務。父親と仲が悪かった。川崎の大陸が指定したマンションに住んでいる。
真榊 玉美（まさかき たまみ）
大陸の長女。25歳。とある事情で、定職に就かず彼女だけは大陸の邸に住んでいる。大陸を呪い殺したと発言をした後、首を吊り自殺したとみられたが、何者かに首を絞められた形跡があったため極秘で捜査は続けられている。
真榊 朱音（まさかき あかね）
大陸の次女で養子。旧姓は加瀬。サカキ・トレーディングの事務職。23歳。12歳の時から何度か警察の世話になっており、17歳で高校を中退している。20歳で現在の職に就いた。三郷の大陸が指定したマンションに住んでいる。

### 関係者
柿崎 里子（かきざき さとこ）
真榊家の手伝い。43歳。大陸の妻・和子の親友の娘。夫が事故死してから20年、半分住み込みで仕事をしている。記憶力に自信があるが、しばしば既視感や未視感に襲われる。大陸の死の直前「幽霊を見た」と告げられ、その後遺体を発見する。
墨田 厚志（すみだ あつし）
秘書。45歳。サカキ・トレーディング創設以来の社員。社長命令で登戸に住んでいる。
矢野 廣（やの ひろし）
秘書。33歳。父が大陸との共同事業に失敗し、自殺している。前向きでまじめな性格で、入社1年目から社長秘書室に入った。平凡な容貌で、覇気も感じられない。船橋のマンションに社長命令で住まわされている。

## 漫画版
『webメフィスト』（講談社）にて、松本救助作画による漫画版が2014年1月7日より配信されている。